# Takashi Amano (piłkarz)
Takashi Amano (jap. 天野 貴史 Amano Takashi; ur. 13 kwietnia 1986) – japoński piłkarz występujący na pozycji obrońcy. Obecnie występuje w AC Nagano Parceiro.

## Kariera klubowa
Od 2004 roku występował w klubach Yokohama F. Marinos, JEF United Chiba i AC Nagano Parceiro.